# Michael Martin Hammer
Michael Martin Hammer (né le 13 avril 1948 à Annapolis et mort le 3 septembre 2008) est un ingénieur américain, auteur de livres de gestion, et professeur en informatique au Massachusetts Institute of Technology (MIT), connu comme l'un des fondateurs, en gestion, de la réingénierie des processus d'affaires  (RPA), également connu en anglais sous le nom « business process reengineering » (BPR).

## Carrière
Michael Martin Hammer obtient un BS, un MS, et un Ph.D. en ingénierie électrique au Massachusetts Institute of Technology in 1968, 1970, et 1973 respectivement, le dernier sous la direction de Michael J. Fischer avec une thèse intitulée « A New Grammatical Transformation into Deterministic Top-Down Form » Il est professeur au Massachusetts Institute of Technology dans le département d'informatique et lecteur à la MIT Sloan School of Management. Des articles écrits par Hammer sont publiés par Harvard Business Review et The Economist.
En tant qu'ingénieur, Hammer est adepte d'une vision orientée processus du management. Le magazine Time le range en 1996 parmi les individus les plus influents d'Amérique et le magazine Forbes estime en 2002 que le livre de Hammer Reengineering the Corporation est « parmi les trois plus importants livres d'affaires des vingt dernières années ». Hammer meurt d'un AVC le 3 septembre 2008,.

## Publications
- James A. Champy et Michael Martin Hammer, Reengineering the Corporation : A Manifesto for Business Revolution, New York, Harper Collins, 2003  (réimpression) (ISBN 978-0-06-055953-3). — Traduction française : Le reengineering : réinventer l'entreprise pour une amélioration spectaculaire de ses performances (trad. de l'anglais par Michel Le Séac'h), Paris, Dunod, coll. « Dunod manager », 1993 (réimpression 2000, nouvelle présentation 2003), 247 p. (ISBN 978-2-10-002027-0 et 2-10-002027-7, SUDOC 003093301, présentation en ligne)
- Michael Martin Hammer et Steven A. Stanton, The Reengineering Revolution : A Handbook, New York, Harper Collins, 1995, 336 p. (ISBN 978-0-88730-736-2)
- Michael Martin Hammer, Beyond Reengineering, New York, Harper Business, 1997, 304 p. (ISBN 978-0-88730-880-2)
- Michael Martin Hammer, The Agenda : What Every Business Must Do to Dominate the Decade, Crown Business, 2001, 288 p. (ISBN 978-0-609-60966-8)
- Michael Martin Hammer et Lisa Hershman, Faster, Cheaper, Better, Crown Books, 2010